# Borsos varjúháj

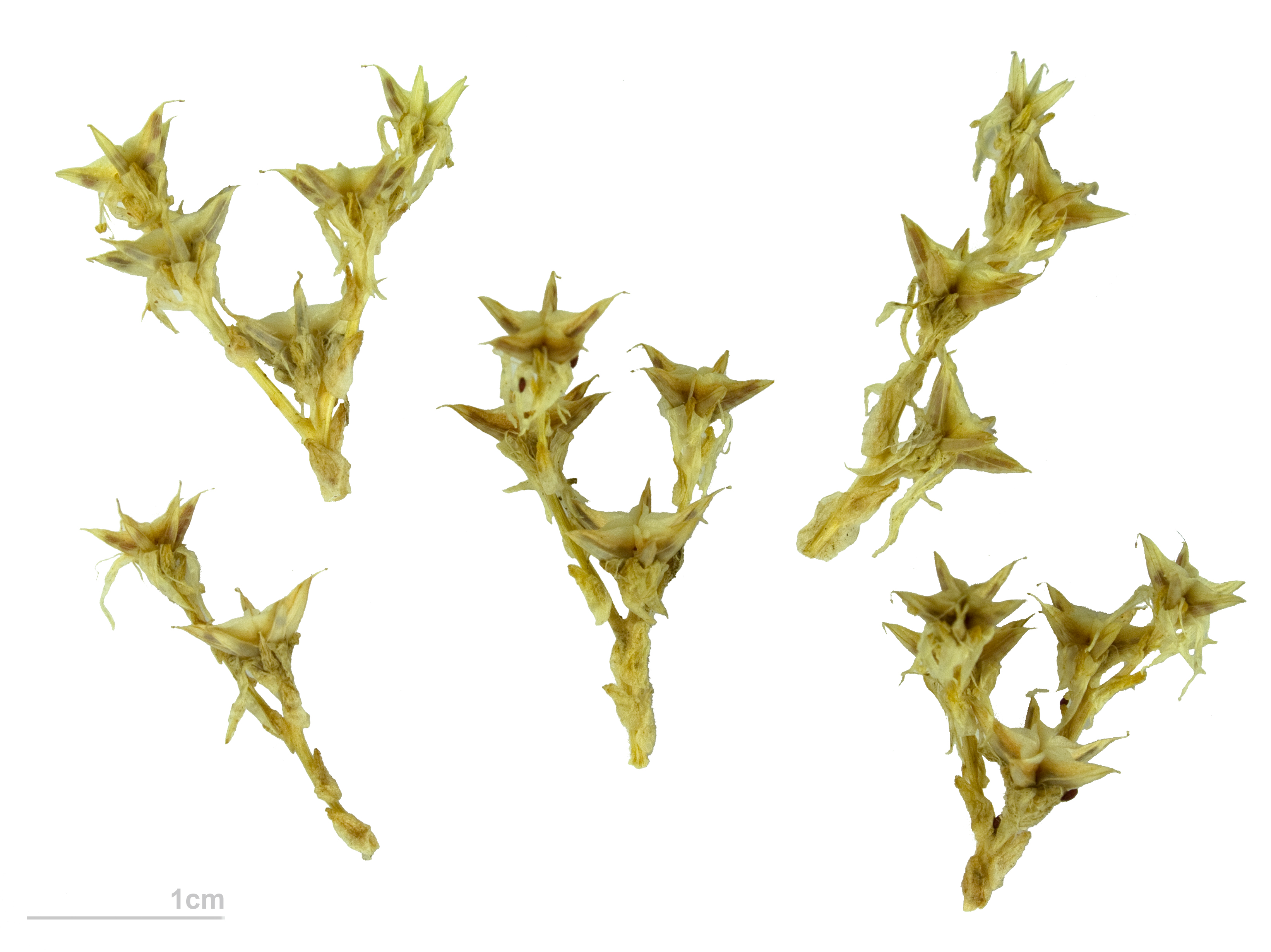
Sedum acre

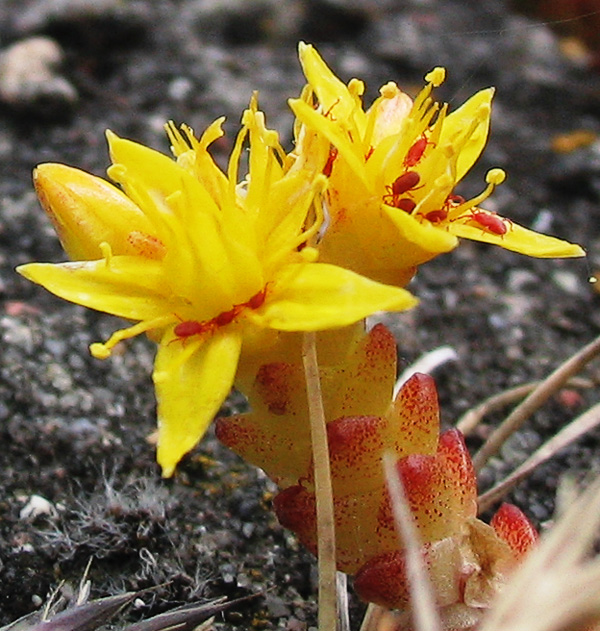
Virága

A borsos varjúháj vagy adriai varjúháj (Sedum acre) a kőtörőfű-virágúak (Saxifragales) rendjébe, ezen belül a varjúhájfélék (Crassulaceae) családjába és a fáskövirózsa-formák (Sempervivoideae) alcsaládjába tartozó faj.
Nemzetségének a típusfaja.

## Neve
A „borsos” név arra utal, hogy leveleinek íze igen csípős.

## Előfordulása
A borsos varjúháj eredeti előfordulási területe Grönland, Izland, Eurázsia nyugati fele, beleértve Iránt és Törökországot is, valamint Észak-Afrika középső partmente. A Kárpát-medencében is honos faj. A világon sokfelé betelepítette az ember.

## Változatai
Léteznek a csípős íz nélküli, illetve magasabbra növő változatok. A szirmok lehetnek halványsárgák, a párta a csészelevelek háromszorosára is nyúlhat. Ezeket a különbségeket általában a kromoszómaszám különbségei okozzák (diploid, 2n=40 vagy tetraploid, 4n=80).
- Sedum acre var. almadii Priszter, (1968)
- Sedum acre var. aureum Mast. (1878)
- Sedum acre var. elegans Mast.
- Sedum acre var. glaciale (Clarion ex DC.) Duby
- Sedum acre var. glaciale P.Fourn.
- Sedum acre var. majus Mast. (1878)
- Sedum acre var. spirale (Haw.) Rouy & E.G.Camus

## Megjelenése
Gyepet formázó, szőrtelen hajtásrendszerű, évelő növény. Gyökérzete közvetlenül a felszín alatt terül szét. A talajon elfekvő hajtások vége 5–10 cm magasra felkunkorodik. Az alig néhány milliméteres, hengeres-tojásdad alakú, élénkzöld, gyakran vöröses árnyalatú pozsgás levélkék 4-6 hosszanti sorba rendeződve, szinte pikkelyszerűen borítják a szárat.
Aranysárga, látványos kis csillag alakú virágai júniusban tömegesen nyílnak, és olyankor szinte elborítják a növényt. Öt hegyes végű sziromlevele kb. 7 mm hosszúságú, a porzók száma 10. Rovarok porozzák. Termése csillag alakban szétálló tüszőtermés, 3–5 mm hosszú csúccsal.

## Életmódja
Nagyon igénytelen; ezért rendszerint a kedvezőtlen termőhelyeken: sziklagyepekben, homokpusztákon, törmeléklejtőkön, sőt öreg falakon, háztetőkön, kavicsos tengerpartokon csoportosan nő. A szárazságot nagyon jól tűri, a legsoványabb talajon is jól fejlődik. Elfekvő szára sokszorosan elágazva terjed, és közben időnként legyökerezik. CAM fotoszintézisű.
Talajtakaró kerti évelőként sziklakertekbe vagy vékony talajú, napsütötte helyekre ültetik.

## Hatóanyagai
Piperidin-alkaloidokat (szedakrin, szedamin, szedinin), flavonoidokat, cserző- és nyálkaanyagokat tartalmaz.

## Felhasználása
Csípős, borsra emlékeztető íze van. A száj nyálkahártyáját irritálja, nagyobb mennyiségben hányást, hasmenést vált ki. Korábban a népi gyógyászatban magas vérnyomás, köhögés, aranyér, égési sérülések kezelésére használták. A homeopátia a végbél aranyeres fájdalmának csillapítására alkalmazza.